# Vara de Quart
Vara de Quart és un barri de la ciutat de València, situat al sud-oest, al districte de Patraix. Forma un triangle entre els barris de Sant Isidre i Safranar al sud, la Fontsanta i Tres Forques al nord, i Faitanar a l'oest. També fita amb el municipi de Xirivella.
Més de la meitat del barri és un polígon industrial, deixant la població exclusivament a l'est de l'avinguda de Tres Creus (Ronda Sud de València) que divideix el barri en dos. Al sud, limita amb l'avinguda de l'Arxiduc Carles; al nord, ho fa amb l'avinguda de Tres Forques. Vara de Quart és un dels polígons més importants i més grans de la ciutat. En canvi, la part residencial del barri és dels més petits de lam ciutat, i no disposa de cap instal·lació esportiva i només un col·legi. Hi ha una biblioteca i un mercat al barri veí de Tres Forques.
És interessant notar que els carrers del polígon tenen noms dels diversos gremis tradicionals de València.

## Transport
El barri se situa entre importants vials com l'autovia de Torrent, la Ronda Sud i la V-30 que voreja el riu. Les línies 71, 72, 73 i el nitbús N5 de l'EMT de València serveixen el barri des de les avingudes perifèriques, mentre la línia 72 entra dins del polígon. A més a més, el polígon disposa d'una estació ferrocarril dedicada al transport de les mercaderies.